# Tekesta

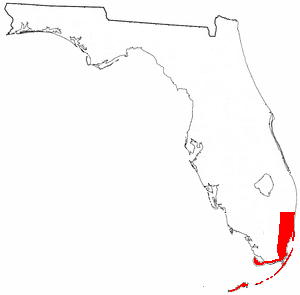
Situació dels tekesta

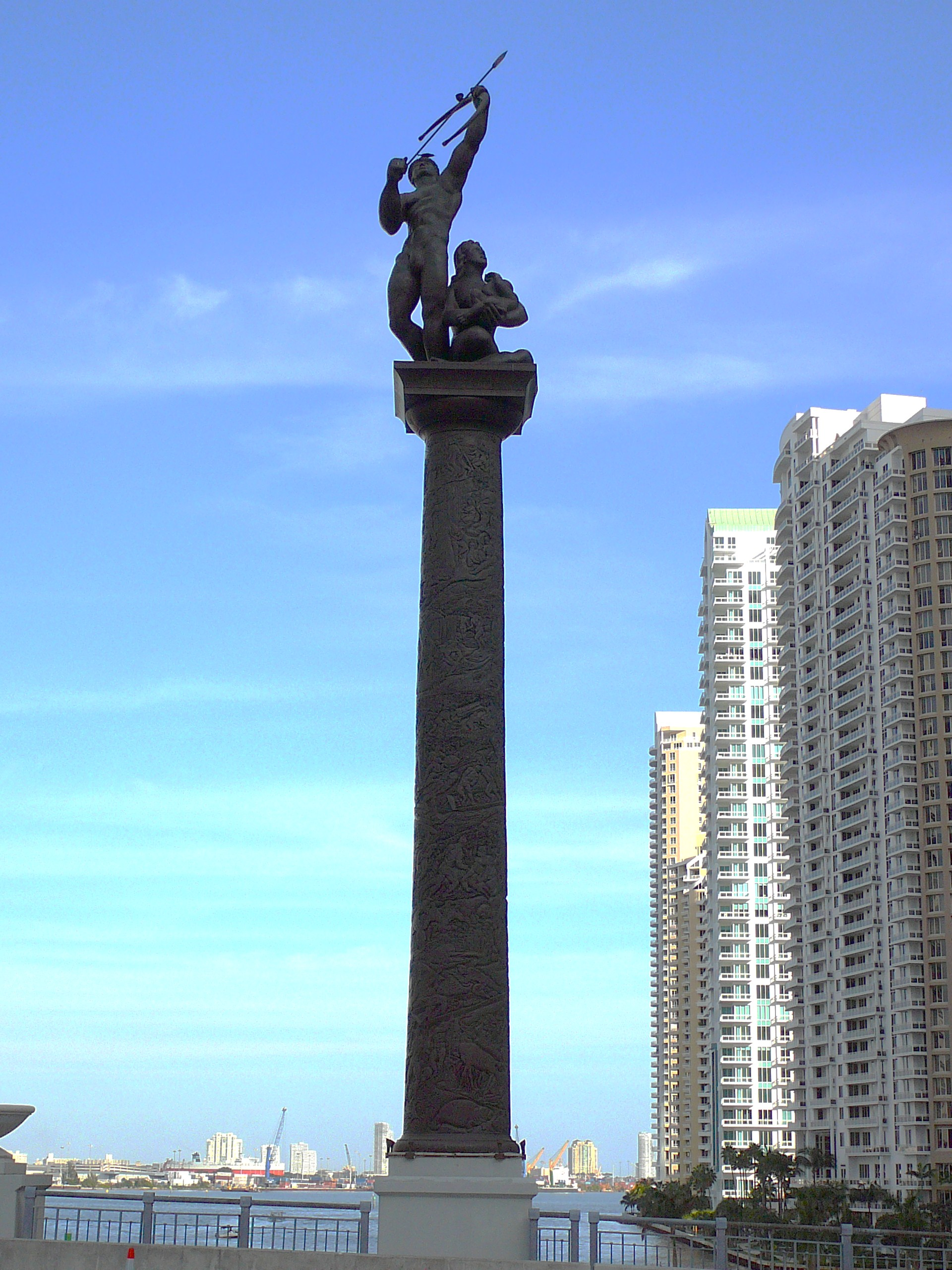
Estàtua de bronze d'un guerrer tekesta i la seva família al pont Brickell Avenue. Escultura de Manuel Carbonell.

Els tekesta (també tequesta, tegesta, chequesta, vizcaynos) eren una tribu ameríndia que en l'època del primer contacte amb els europeus ocupava una àrea al llarg de la costa atlàntica al sud-est de Florida. Van tenir contacte freqüent amb els europeus i havien emigrat en gran part per la meitat del segle xviii.

## Localització i extensió
Els tekesta vivien al sud de l'actual Florida. Vivien en aquesta regió des del segle 3 aC (finals del període arcaic del continent), i s'hi van mantenir durant aproximadament 2.000 anys, havent desaparegut en el moment en què la Florida espanyola va ser traspassada als britànics, que després es va establir la zona com la colònia de Florida Oriental.
La tribu tekesta vivia a la badia Biscayne a l'actual comtat de Miami-Dade i almenys a la meitat sud del comtat de Broward. El seu territori també podia haver inclòs la meitat nord del comtat de Broward. També van ocupar de vegades els Keys de Florida, i poden haver tingut un poblat al Cap Sabre, a l'extrem sud de la península de Florida, al segle xvi.
La ciutat central (també anomenada Tekesta) va ser probablement a la desembocadura del riu Miami. Un poble havia estat en aquest lloc almenys des de 1200. El cap de la tribu també va ser anomenat Tekesta. Els tekesta van arribar a la zona de Biscayne Bay abans del començament de l'era actual. Els tekesta situaren els seus pobles i campaments a les desembocadures dels rius i rierols, a les entrades des de l'Oceà Atlàntic fins a les aigües continentals, i a les illes de barrera i keys.
Els tekesta van ser més o menys dominats pels més nombrosos calusa de la costa sud-oest de Florida. El tekesta estaven estretament aliats amb els seus veïns més propers al nord, els jaega. Les estimacions del nombre de tekesta en el moment del contacte amb els europeus eren entre 800 i 10.000, mentre que les estimacions del nombre de calusa a la costa sud-oest de Florida oscil·lava entre 2.000 i 20.000. L'ocupació dels Keys de Florida va poder haver oscil·lat entre les dues tribus. Encara que els registres espanyols assenyalen un llogaret tekesta a Cap Sabre, els artefactes calusa superen en nombre als artefactes tekesta wn quatre a un als jaciments arqueològics.
En un mapa del cartògraf neerlandès Hessel Gerritsz publicat en 1630 al llibre de Johannes de Laet Història del Nou Món, la península de Florida té l'etiqueta "Tegesta" després de la tribu. A map from the 18th century labeled the area around Biscayne Bay "Tekesta". Un mapa de 1794 del cartògraf Bernard Romans etiquetà aquesta àrea "Tegesta".

## Orígens i llengua
El registre arqueològic de la cultura Glades, que inclou l'àrea ocupada pels tekesta, indica un continu desenvolupament d'una tradició ceràmica indígena de cap al 700 BCE fins després del contacte europeu. La llengua tekesta podria haver estat estretament relacionada amb la llengua dels calusa de la costa sud-oest de Florida i dels mayaimis que vivien al voltant del llac Okeechobee al centre de la península inferior Florida. Només hi ha deu paraules de les llengües de les tribus perquè es registri els significats. Els tekesta podrien estat relacionats antigament amb els taïnos, el poble arawak de les Antilles, però la majoria dels antropòlegs actualment en dubten, d'acord amb la informació arqueològica i la durada del seu establiment a la Florida. Carl O. Sauer anomena l'estret de la Florida "una de les fronteres culturals més fortament marcats en el Nou Món", i ha assenyalat que l'Estret eren també un límit entre els sistemes agrícoles, amb els indis de la Florida conreant llavors originàries de Mèxic, mentre que els lucayans de les Bahames fan créixer cultius d'arrels que són originàries d'Amèrica del Sud.

## Dieta
Els tekesta no practicaven cap forma d'agricultura. Pescaven, caçaven i recol·lectaven fruits i arrels de plantes locals. La major part dels seus aliments provenien de la mar. Hernando de Escalante Fontaneda, que va viure entre les tribus del sud de la Florida durant disset anys al segle xvi, va descriure la seva dieta "comuna" com "peixos, tortugues i cargols, balena; el "llop de mar" (foca monjo del Carib) era reservat per a les classes altes. Segons Fontaneda, una part menor de la dieta consistia en ostràcids i llagostes. La "pesca" capturat incloïa manatís, taurons, peix vela, marsopes, batoïdeus, i peixos petits. Malgrat la seva abundància local, cloïsses, ostres i cargols eren només una petita part de la dieta tekesta (les seves petxines són molt menys comuns en els jaciments arqueològics tekesta que en els calusa o jaega). El cérvol també era popular, .. els seus ossos es troben amb freqüència en els jaciments arqueològics, igual que les closques i ossos de tortuga. Els ous de tortuga marina es consumien durant la temporada de nidificació de les tortugues.
Els tekesta han congregat molts aliments vegetals, incloent baies de palmera nana americana (Serenoa repens), fruits de Chrysobalanus icaco, raïm de mar (Coccoloba uvifera), cactus de nopal, fruits d'Opuntia, pomes gofer (Licania micbauxii), pruna colom (Cocoloba diversifolia), nous de palma, llavors de màstic fals, margalló (Sabal palmetto), i el jobo (Ximenia americana). Les arrels de certes plantes, com el Smilax i coontie (Zamia integrifolia), eren comestibles en forma de farina, processada per eliminar les toxines (en el cas de coontie), i es converteix en un tipus de pa sense llevat. (Els arqueòlegs han comentat, però, la manca de proves per a l'ús del coontie en jaciments excavats.) Briton Hammond, l'únic supervivent d'un sloop anglès que va ser atacat per tekestes després de desembarcar a terra de Key Biscayne en 1748, va informar que els tekesta li va donar a menjar blat de moro bullit.
Els tekesta canviaven el seu habitatge durant l'any. En particular, la majoria dels habitants del llogaret principal eren reubicats en illes de barrera o dels Keys de Florida durant el pitjor de la temporada de mosquits, que durava prop de tres mesos. Mentre que els recursos de la zona de badia Biscayne i els Keys de Florida van permetre una existència no agrícola sedentària, no eren tan rics com els de la costa sud-oest de Florida, llar dels més nombrosos calusa.

## Habitatge, roba i eines
Briton Hammon va informar que els tekesta vivien en cabanes. No hi ha disponible cap altra descripció de l'habitatge tekesta. Altres tribus al sud de Florida vivien en cases amb pals de fusta, terres elevats, i sostres de palla amb fulles de margalló, a l'estil dels chickees dels seminola. Aquestes cases poden haver tingut murs temporals d'estores de palmetto de fulles trenades per trencar el vent o bloquejar el sol.
La roba era mínima. Els homes portaven una mena d'eslip a partir de pell de cérvol, mentre que les dones usaven faldilles de molsa o fibres vegetals espanyoles penjant d'un cinturó.
Els tekesta tenien canoes oceàniques [que van ser tallades amb dents de tauró], xarxes, llances, arcs i fletxes (tot i que podien haver-les adquirit després del contacte europeu) i ceràmica utilitària amb poca o cap decoració.

## Costums
Segons un informe, quan els tekesta enterraven els seus caps, enterraven els ossos petits amb el cos, i posaven els ossos grans en una caixa perquè la gent del poble els adoressin com els seus déus. Un altre relat diu que els tekesta despullaven la carn dels ossos, cremaven la carn, i després distribuïen els ossos nets als parents del cap mort, amb els ossos més grans per a les relacions més estretes.
Els homes tekesta consumien cassina, la beguda negra, en cerimònies similars a les que són comunes a tot el sud-est dels Estats Units.
Els missioners espanyols també van informar que els tekesta adoraven un cérvol de peluix com a representant del sol, i en data tan tardana com 1743 adoraven una imatge d'una barracuda molt deformada travessada per un arpó, i envoltada de petites figures en forma de llengua pintades sobre una petita taula. També hi va haver una déu del cementiri, el cap d'una au tallada en fusta de pi. El tauler pintat i el cap de l'au es van emmagatzemar en un temple al cementiri, juntament amb màscares tallades utilitzades en festivals. En aquells temps el xamà de la tribu s'anomenava a si mateix bisbe".
Els tekesta podrien haver practicat sacrificis humans. Mentre que en el camí de l'Havana a la badia de Biscayne en 1743 els missioners espanyols van saber que els indis dels Keys (entre ells el tekesta) havien anat a Santaluz (el poble de Santa Lucea era a St Lucie Inlet) per a una celebració d'un recent acord de pau, i que el cap de Santaluz anava a sacrificar una jove com a part de la celebració. Els missioners van enviar un missatge al cap pregant-li no sacrificar la noia, i el cap van cedir.

## Miami Circle
El Miami Circle es troba al lloc d'un llogaret tekesta conegut al sud de la desembocadura del riu Miami (probablement la ciutat de Tekesta). Consta de 24 grans forats o conques, i molts forats més petits, que han estat tallades a la roca mare. Junts, aquests orificis formen un cercle d'aproximadament 38 peus de diàmetre. També són evidents altres disposicions de forats. El Cercle va ser descobert durant un estudi arqueològic d'un lloc que va fora per a la construcció d'un edifici de gran alçada. Les mostres de carbó recollides en el cercle han estat datades amb radiocarboni aproximadament del 100 CE, fa 1900 anys. La datació amb radiocarboni de petxines marines menjades al jaciment daten fins al 730 aC, i suggereix que un assentament permanent s'hi va establir fa més de 2.700 anys.

## Contacte Post-Europeu
En 1513 Juan Ponce de León es va aturar en una badia a la costa de Florida que va anomenar Chequesta, que pel que sembla era el que ara s'anomena badia Biscayne. En 1565 un dels vaixells de la flota de Pedro Menéndez de Avilés es va refugiar d'una tempesta a la Badia de Biscayne. El poble principal tekesta es troba allà, i Menéndez va ser ben rebut pels tekesta. Els jesuïtes se'n van emportar al nebot del cap tekesta de tornada a l'Havana, Cuba, a ser educat, mentre que el germà del cap va anar a Espanya amb Menéndez, on fou convertit al cristianisme. Al març de 1567, Menéndez va tornar als tekesta i va establir una missió dins d'una palissada, situada prop de la riba sud del riu Miami per sota del llogaret natal. Menéndez va deixar un contingent de trenta soldats i el Jesuïta Francisco Villareal per a convertir els tekesta al cristianisme. Villareal havia après alguna cosa de la llengua tekesta del nebot del cap a l'Havana. Va sentir que havia estat guanyant adeptes fins que els soldats van executar un oncle del cap. El germà Francisco es va veure obligat a abandonar la missió per un temps, però quan el germà del cap va tornar d'Espanya, el germà Francisco va ser capaç de tornar. No obstant això, la missió va ser abandonada poc després, en 1570.
A partir de 1704, la política del govern espanyol va ser reassentar els indis de la Florida a Cuba perquè poguessin ser adoctrinats en la fe catòlica. El primer grup d'indis, incloent el cacic de Cayo de Guesos (Key West), va arribar a Cuba el 1704, i la majoria, si no tots ells, aviat va morir. En 1710, 280 indis de la Florida van ser portats a Cuba, on gairebé 200 van morir aviat. Els supervivents van ser retornats als Keys en 1716 o 1718. En 1732 alguns indis fugiren dels Cayos a Cuba.
A principis de 1743 el Governador de Cuba va rebre una petició de tres caps calusa caps que estaven de visita a l'Havana. La petició, que va ser escrita en bon espanyol i va mostrar una bona comprensió de com funcionaven les burocràcies governamentals i l'església, va demanar que s'enviessin missioners als Cayos (Cayos de Florida) per a proveir instrucció religiosa. El Governador i els seus assessors van decidir finalment que seria més barat enviar missioners als Cayos en lloc de portar als indis a Cuba, i que el manteniment dels indis als Cayos significaria que estarien disponibles per ajudar els mariners espanyols naufragats i allunyar els anglesos de la zona.
El governador va enviar dos missioners jesuïtes de l'Havana, els pares Mònaco i Alaña, amb una escorta de soldats. En arribar a la Badia de Biscayne van establir una capella i un fort en la desembocadura d'un riu a la Badia de Biscayne que van cridar el riu Ratones. Això pot haver estat el riu Little, a la part nord de la badia Biscayne, o el riu Miami.
Els missioners espanyols no van ser ben rebuts. Els indis Cayos, com els van anomenar els espanyols, van negar necessitar els missioners. Van fer permetre establir una missió pel fet que els espanyols els havien portat regals, però el cacic negà que el rei d'Espanya tingués domini sobre la seva terra, i va insistir en un tribut per permetre als espanyols construir una església o portar colons. Els indis van exigir menjar, rom i roba, però es van negar a treballar per als espanyols. El pare Morano informà d'atacs a la missió per bandes d'Uchizas (creeks que més tard es va conèixer com a seminola).
El pares Mònaco i Alaña desenvoluparen un pla per tenir una palissada vigilada per vint soldats, i per portar colons espanyols per conrear aliments per als soldats i els indis. Segons la seva opinió, el nou assentament aviat suplantaria la necessitat de San Agustín. El pare Alaña va tornar a l'Havana, deixant dotze soldats i un caporal per protegir el pare Mònaco.
El governador de l'Havana no estava content. Va ordenar que es retiressin el pare Mònaco i els soldats, i l'estacada fou cremada per no entregar-la als Uchizas. També va remetre el pla dels missioners a Espanya, on el Consell d'Índies va decidir que la missió proposta a la badia de Biscayne seria costosa i poc pràctica. El segon intent d'establir una missió a la badia de Biscayne havia durat menys de tres mesos.
Quan Espanya es va rendir Florida a Gran Bretanya. En 1763, els restants tekesta, juntament amb altres indis que s'havien refugiat als Cayos de Florida, van ser evacuats a Cuba. En la dècada de 1770 Bernard Romans va informar d'haver vist pobles abandonats a la zona, però no hi havia habitants.